# Årøya
Årøya (Kveens: Linna, Noord-Samisch: Ladnesuolu) is een eiland in de provincie Finnmark in het noorden van Noorwegen. Het eiland ligt in de Altafjord en maakt deel uit van de gemeente Alta.